# Герб Мысленице
Герб Мысленице (пол. Herb Myślenic) — официальный символ города Мысленице Малопольского воеводства, Польша.

## Описание и символика
«W polu blekylnym na pagorku zielonym takiez drzevo: z prawej strony drzewa topor srebrny ostrzem w prawo, pod nim krzak zielony, z lewej strony drzewa siekiera srebrna ostrzem w lewo, pod nia krzak zielony. Topor i siekira na toporzyskach zlotych, ulkwionych w pagorku».
В синем поле на зелёном холме дерево такого же цвета; справа от дерева серебряный топор лезвием вправо, справа от него зелёный куст; слева от дерева серебряный колун лезвием влево, слева от него зелёный куст. Топор и колун помещены на золотых древках, стоящих на холме.
Герб символизирует историческое расположение города на месте лесных разработок и полученние от короля Казимира III Великого в 1342 году право на корчевание лесов под застройку.

## История
Первый символ Мысленице появился на печати города в XIV веке — на нём были изображены дерево, колун, шахтёрский топор и переплетённые ветви дерева. 2 марта 1797 года австрийскими властями городу был дарован новый герб, похожий по композиции на предыдущий, но отличавшийся от него деталями. Современный герб города, аналогичный гербу 1797 года, был утверждён польским Министерством внутренних дел 18 июня 1937 года,